# ماوه (روستا)
 ماوه  به عربی ( مَاوَة  )، روستایی است در دهستان بنو الَمَنبة از توابع استان استان صَنعاء در کشور یمن در شبه جزیره عربستان.

## جمعیت
جمعیت آن (۴۵) نفر (۴ خانوار) می‌باشد.